# Njombe (region)
Njombe – region (mkoa) w Tanzanii.
Utworzony został 2 marca 2012 roku.
W 2002 roku zamieszkiwało ten teren 648 464 osób. W 2012 ludność wynosiła 702 097 osób, w tym 329 359 mężczyzn i 372 738 kobiet, zamieszkałych w 170 160 gospodarstwach domowych.
Region podzielony jest na 6 jednostek administracyjnych drugiego rzędu (dystryktów):
- Ludewa District Council
- Makambako Town Council
- Makete District Council
- Njombe Town Council
- Njombe District Council
- Wanging'ombe District Council